# Batursari (Sirampog)
Batursari is een bestuurslaag in het regentschap Brebes van de provincie Midden-Java, Indonesië. Batursari telt 2723 inwoners (volkstelling 2010).